# ディディエ・ディガール
ディディエ・フレデリック・ディガール（Didier Frédéric Digard, 1986年7月12日 - ）は、フランス共和国ウール県ジゾール出身の元サッカー選手。サッカー指導者。現役時代のポジションはミッドフィールダー。現在はリーグ・アン・OGCニースの暫定監督を務めている。

## 経歴
ル・アーヴルACの下部組織で育ちプロデビューを果たす。2007年7月3日にパリ・サンジェルマンFCに移籍しリーグ・アンデビューするもポール・ル・グエン監督の下で16試合の出場に留まったため、2008年7月4日にフランスを飛び出してイングランドのミドルズブラFCに移籍したが、チームは19位で2部降格となった。その後もチームに残留したが、2010年1月8日にOGCニースへ買い取りオプション付きでレンタル移籍し母国復帰。2011年にニースに完全移籍した。
2015年7月8日、プリメーラ・ディビシオンのレアル・ベティスと3年契約を交わした。
2016年8月31日、CAオサスナにレンタル移籍した。
2018年1月、ロルカFCに移籍した。

## 監督成績
2023年1月10日現在
| クラブ | 国           | 就任          | 退任 | 記録 | 記録 | 記録 | 記録 | 記録 | 記録 | 記録 | 記録   |
| クラブ | 国           | 就任          | 退任 | 試   | 勝   | 分   | 敗   | 得   | 失   | 差   | 勝率   |
| ------ | ------------ | ------------- | ---- | ---- | ---- | ---- | ---- | ---- | ---- | ---- | ------ |
| ニース | フランスの旗 | 2023年1月10日 |      | 2    | 1    | 1    | 0    | 6    | 1    | +5   | 050.00 |
| 合計   | 合計         | 合計          | 合計 | 2    | 1    | 1    | 0    | 6    | 1    | +5   | 050.00 |

## タイトル
| シーズン | チーム                 | タイトル                 |
| -------- | ---------------------- | ------------------------ |
| 2005     | U-19フランス代表       | UEFA U-19欧州選手権      |
| 2008     | パリ・サンジェルマンFC | クープ・ドゥ・ラ・リーグ |